# کیارتان فینبوگاسون
کیارتان فینبوگاسون (ایسلندی: Kjartan Finnbogason؛ زادهٔ ۹ ژوئیهٔ ۱۹۸۶) بازیکن فوتبال اهل ایسلند است.
از باشگاه‌هایی که در آن بازی کرده‌است می‌توان به باشگاه فوتبال سلتیک، باشگاه فوتبال فالکیرک، و تیم ملی فوتبال ایسلند اشاره کرد.